# 유엔 안전 보장 이사회 결의 제604호
유엔 안전 보장 이사회 결의 제604호는 1987년 12월 14일 만장일치로 채택되었다. 결의안의 주요 내용은 유엔 키프로스 평화유지군(UNFICYP)이 주둔하는 것이 평화적 해결을 위해 계속해서 필수적일 것이라고 언급하는 것이다. 또한 1964년의 제186호 결의에 따라 제정된 키프로스 주둔군을 1988년 6월 15일까지로 다시 한 번 연장하는 것이다.
안전 보장 이사회(안보리)는 1974년의 제365호 결의를 포함한 이전 결의 내용을 재확인하고, 상황에 대한 우려를 표명하며, 관련 당사자들에게 평화를 위해 함께 노력할 것을 촉구하였다.

## 같이 보기
- 키프로스 분쟁
- 유엔 안전 보장 이사회 결의 제601 ~ 700호 목록
- 유엔 키프로스 완충 지대
- 튀르키예의 키프로스 침공